# Sara Sinisalo
Sara Sinisalo (* 23. Juni 2004 in Imatra) ist eine finnische Volleyball- und Beachvolleyballspielerin.

## Karriere

### Beachvolleyball
Die damals siebzehnjährige belegte mit der gleichaltrigen Anniina Muukka 2021 bei der U20-Europameisterschaft nach einem dritten Platz im Pool und der anschließenden Hauptrundenniederlage gegen ein österreichisches Duo den geteilten siebzehnten Rang. Etwas besser lief es mit Pinja Jokela bei den Titelkämpfen der unter Achtzehnjährigen, als die beiden die erste Hauptrunde für sich entscheiden konnten und erst im Achtelfinale an den deutschen Bronzemedaillengewinnerinnen Jule Mantsch und Anika Berndt scheiterten. Im Erwachsenenbereich machte Sinisalo an der Seite ihrer älteren Schwester Ida erste Erfahrungen. Beste internationale Ergebnisse waren das Erreichen der Vorschlussrunde beim Ein-Stern-Turnier in Madrid sowie der Runden der letzten Acht bei den Futures auf Ios, in Warschau und in Ljubljana ein Jahr später. In beiden Spielzeiten wurden die Schwestern zudem finnische Vizemeisterinnen. Bei kontinentalen Juniorenwettkämpfen belegte Sara mit Valma Vilhelmiina Prihti bei der U22 sowie mit Muukka bei der U20 jeweils den geteilten neunten Platz. Bei der U19-WM verlor sie mit Jokela in der dritten Runde der Vorausscheidung.
Noch in der gleichen Saison wechselte Sara Sinisalo zu Anniina Parkkinen, mit der ihr beim ersten gemeinsamen Auftritt gleich ihr bestes jemals erzieltes Resultat bei einem hochwertigen FIVB-Event gelang. (Stand: April 2025) Beim Maledivien Challenge auf Sun Island, bei dem ihre Landsfrauen Taru Lahti / Niina Ahtiainen sich die Goldmedaille sicherten und wo Chantal Laboureur ihre Karriere beendete, überstanden die Finninnen die Qualifikation und nach dem dritten Poolrang auch die Lucky Loser Runde. Sie siegten danach gegen die Klinger Schwestern Ronja und Dorina, bezwangen Corinne Quiggle / Sarah Schermerhorn und nach der Niederlage im Halbfinale auch Emily Stockman und Megan Kraft. Weitere Highlights in der Partnerschaft des nordeuropäischen Duos waren der Sieg beim Futures in Corigliano-Rossano sowie die Teilnahme an der Europameisterschaft 2023, bei der ein Spielgewinn in der Gruppenphase den siebzehnten Platz im Endklassement sicherte. Mit Anniina Muukka lief es bei den Welttitelkämpfen der unter Einundzwanzigjährigen deutlich besser als beim jüngeren Jahrgang im Jahr zuvor. Nach überstandener Qualifikation gewann das Beachpaar auch seine drei Gruppenspiele und wurde erst im Achtelfinale von einem Team aus Österreich gestoppt. Ein weiterer neunter Platz mit der gleichen Partnerin kam 2024 bei der U22-EM hinzu. Den beiden gelang im Erwachsenenbereich bei internationalen Wettbewerben keine weitere Top-Ten-Platzierung. Dagegen belohnten sie sich bei der finnischen Landesmeisterschaft mit der Bronzemedaille.

### Hallen-Volleyball
Seit Januar 2025 steht die Diagonalangreiferin für PuMa-Volley auf dem Spielfeld und wurde mit dem Verein aus der Hauptstadt gleich finnische Vizemeisterin.